# 井上恭太
井上 恭太（いのうえ きょうた、1974年5月18日 - ）は日本の元俳優、実業家。東京都出身。井上堯之の長男。成城大学文芸学部芸術学科卒業。
1995年劇団新派入団、波乃久里子門下。初舞台は同年の地方巡業「明日の幸福」。
新派男優陣の層が薄い中で正統派二枚目として次代の新派を担うべく期待され、2013年には日本俳優協会賞奨励賞を受賞した。2014年に退団、役者を廃業する。最後の出演は2014年1月三越劇場『明治一代女』（弟 武彦役）。
2014年5月に、実弟の井上慶太と、東京・代々木に輸入ポスター専門店「ナップフォード・ポスター・マーケット」をオープンさせた。

## 受賞歴
- 2013年 日本俳優協会賞 奨励賞 (『滝の白糸』村越欣弥 役[7]、「華岡青洲の妻」米次郎、「初蕾」森田久馬、「東京物語」平山敬三)[4]

## 出演

### テレビドラマ
- 山本周五郎生誕100年記念番組 「初蕾～はつつぼみ」（2003年12月8日、TBSテレビ）
- 龍馬伝 第46・47話（2010年、NHK総合）- 森田晋三